# Wohn- und Wirtschaftsgebäude Am Bergedorfer Schiffgraben 16
Das Wohn- und Wirtschaftsgebäude Am Bergedorfer Schiffgraben 16, Ecke Bremer Landstraße, in der niedersächsischen Gemeinde Worpswede, stammt aus der Mitte des 19. Jahrhunderts. Aktuell (2025) wird es zum Wohnen und das Nebengebäude als Ferienhaus genutzt.
Das Gebäude steht unter Denkmalschutz (siehe auch Liste der Baudenkmale in Worpswede).

## Geschichte und Beschreibung
Das eingeschossige giebelständige Zweiständer-Hallenhaus in Fachwerk mit Steinausfachungen und reetgedecktem Krüppelwalmdach, als Niedersachsengiebel mit Uhlenloch, Pferdeköpfen und Grooter Door mit Korbbogen, wurde um 1850 gebaut. Im Walm des Wohngiebels wurde eine Schleppgaube eingebaut.
Das Landesdenkmalamt befand u. a.: „… ein regionstypisches Hallenhaus der Zeit um 1850 … .“